# Milward Simpson

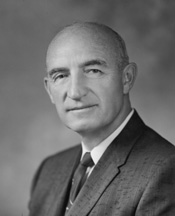
Milward L. Simpson

Milward Lee Simpson, född 12 november 1897 i Jackson, Wyoming, död 10 juni 1993 i Cody, Wyoming, var en amerikansk republikansk politiker. Han var den 23:e guvernören i delstaten Wyoming 1955-1959. Han representerade Wyoming i USA:s senat 1962-1967. Simpsons son Alan K. Simpson var senator för Wyoming 1979-1997. Milward L. Simpson var en konservativ republikan, medan sonen företrädde en mera moderat politik i senaten.
Fadern William Lee Simpson arbetade som advokat i Lander. Butch Cassidy var en av faderns vänner.
Milward L. Simpson deltog i första världskriget i USA:s armé. Han avlade 1921 sin grundexamen vid University of Wyoming. Han avlade sedan 1925 juristexamen vid Harvard Law School. Han inledde 1926 sin karriär som advokat i Cody. Han gifte sig 1929 med Lorna Kooi. Parets första barn Peter Kooi Simpson föddes 1929 i Sheridan, Wyoming. Året därpå föddes Alan Kooi Simpson i Denver.
Simpson kandiderade 1940 till USA:s senat utan framgång. Han vann knappt mot demokraten William Jack i guvernörsvalet 1954. Simpson kandiderade till omval fyra år senare men förlorade mot John J. Hickey. Han besegrade sedan Hickey 1962 i ett fyllnadsval till USA:s senat. Simpson kandiderade inte till omval som senator. Han efterträddes 1967 av Clifford Hansen.
Frank P. Briggs avled 23 september 1992 98 år gammal och Simpson blev den äldsta före detta senatorn vid liv då. Han fyllde 95 men dog sedan i juni följande år och titeln som äldsta före detta senator fortfarande vid liv gick åt den en månad yngre Margaret Chase Smith. I dag är den äldsta nulevande före detta senatorn Simpsons efterträdare som senator för Wyoming, Clifford Hansen.